# Lista monumentelor istorice din județul Iași - A

Simbol pentru monumentele istorice

Lista monumentelor istorice din județul Iași - A cuprinde monumentele istorice înscrise în Patrimoniul cultural național al României și aflate în localități ce încep cu litera A  din județul Iași. 
Lista completă este menținută și actualizată periodic de către Ministerul Culturii, Cultelor și Patrimoniului Național din România, prin intermediul Institutului Național al Patrimoniului, ultima versiune datând din 2015. Această listă cuprinde și actualizările ulterioare, realizate prin ordin al ministrului culturii.
Puteți căuta un monument din județul Iași folosind formularul de mai jos sau puteți naviga prin toate monumentele din județ la lista monumentelor istorice din județul Iași.
| Cod LMI                              | Denumire                                                          | Localitate                                      | Localizare                                                                                      | Datare, Creatori                                 | Imagine               | Erori             |
| ------------------------------------ | ----------------------------------------------------------------- | ----------------------------------------------- | ----------------------------------------------------------------------------------------------- | ------------------------------------------------ | --------------------- | ----------------- |
| IS-I-s-B-03513 (RAN: 96076.01)       | Situl arheologic de la Albești, punct „Moara lui Chilcoș”         | sat Albești; comuna Brăești                     | „La Moara lui Chilcoș”, la 400 m S de sat, între izvorul Gârla Morii și pârâul Albești          |                                                  | Încarcă foto \| video | Raportează eroare |
| IS-I-m-B-03513.01 (RAN: 96076.01.02) | Așezare                                                           | sat Albești; comuna Brăești                     | „La Moara lui Chilcoș”, la 400 m S de sat, între izvorul Gârla Morii și pârâul Albești          | sec. XVI – XVIII, Epoca medievală                | Încarcă foto \| video | Raportează eroare |
| IS-I-m-B-03513.02 (RAN: 96076.01.01) | Așezare                                                           | sat Albești; comuna Brăești                     | „La Moara lui Chilcoș”, la 400 m S de sat, între izvorul Gârla Morii și pârâul Albești          | sec. XIV – XV, Epoca medievală                   | Încarcă foto \| video | Raportează eroare |
| IS-I-s-B-03514 (RAN: 95621.01)       | Situl arheologic de la Alexandru Ioan Cuza, punct „La Movilă”     | sat Alexandru I. Cuza; comuna Alexandru I. Cuza | „La Movilă”, la 2 km V de sat, pe malul stâng al Siretului, o movilă                            |                                                  | Încarcă foto \| video | Raportează eroare |
| IS-I-s-B-03515 (RAN: 95621.02)       | Situl arheologic de la Alexandru Ioan Cuza, punct „Țarina de Jos” | sat Alexandru I. Cuza; comuna Alexandru I. Cuza | „Țarina de Jos”, la cca. 300 m SE de sat, la confluența pârâului Țiganca (în stânga) cu Siretul |                                                  | Încarcă foto \| video | Raportează eroare |
| IS-I-m-B-03515.01 (RAN: 95621.02.04) | Așezare                                                           | sat Alexandru I. Cuza; comuna Alexandru I. Cuza | „Țarina de Jos”, la cca. 300 m SE de sat, la confluența pârâului Țiganca (în stânga) cu Siretul | sec. XVII - XVIII, Epoca medievală               | Încarcă foto \| video | Raportează eroare |
| IS-I-m-B-03515.02 (RAN: 95621.02.03) | Așezare                                                           | sat Alexandru I. Cuza; comuna Alexandru I. Cuza | „Țarina de Jos”, la cca. 300 m SE de sat, la confluența pârâului Țiganca (în stânga) cu Siretul | sec. XV, Epoca medievală                         | Încarcă foto \| video | Raportează eroare |
| IS-I-m-B-03515.03 (RAN: 95621.02.02) | Așezare                                                           | sat Alexandru I. Cuza; comuna Alexandru I. Cuza | „Țarina de Jos”, la cca. 300 m SE de sat, la confluența pârâului Țiganca (în stânga) cu Siretul | sec. IV p.Chr, Epoca daco-romană                 | Încarcă foto \| video | Raportează eroare |
| IS-I-m-B-03515.04 (RAN: 95621.02.01) | Așezare                                                           | sat Alexandru I. Cuza; comuna Alexandru I. Cuza | „Țarina de Jos”, la cca. 300 m SE de sat, la confluența pârâului Țiganca (în stânga) cu Siretul | sec. II - I a. Chr., Latène, cultura geto-dacică | Încarcă foto \| video | Raportează eroare |
| IS-I-s-B-03516 (RAN: 95676.01)       | Situl arheologic de la Andrieșeni                                 | sat Andrieșeni; comuna Andrieșeni               | „Vatra satului”, în perimetrul școlii generale                                                  |                                                  | Încarcă foto \| video | Raportează eroare |
| IS-I-m-B-03516.01 (RAN: 95676.01.05) | Așezare                                                           | sat Andrieșeni; comuna Andrieșeni               | „Vatra satului”, în perimetrul școlii generale                                                  | sec. XVII - XVIII, Epoca medievală               | Încarcă foto \| video | Raportează eroare |
| IS-I-m-B-03516.02 (RAN: 95676.01.04) | Așezare                                                           | sat Andrieșeni; comuna Andrieșeni               | „Vatra satului”, în perimetrul școlii generale                                                  | sec. III - IV p. Chr., Epoca migrațiilor         | Încarcă foto \| video | Raportează eroare |
| IS-I-m-B-03516.03 (RAN: 95676.01.03) | Așezare                                                           | sat Andrieșeni; comuna Andrieșeni               | „Vatra satului”, în perimetrul școlii generale                                                  | Hallstatt                                        | Încarcă foto \| video | Raportează eroare |
| IS-I-m-B-03516.04 (RAN: 95676.01.02) | Așezare                                                           | sat Andrieșeni; comuna Andrieșeni               | „Vatra satului”, în perimetrul școlii generale                                                  | Epoca bronzului târziu, cultura Noua             | Încarcă foto \| video | Raportează eroare |
| IS-I-m-B-03516.05 (RAN: 95676.01.06) | Așezare                                                           | sat Andrieșeni; comuna Andrieșeni               | „Vatra satului”, în perimetrul școlii generale                                                  | Eneolitic, cultura Precucuteni, faza III         | Încarcă foto \| video | Raportează eroare |
| IS-I-m-B-03516.06 (RAN: 95676.01.01) | Așezare                                                           | sat Andrieșeni; comuna Andrieșeni               | „Vatra satului”, în perimetrul școlii generale                                                  | Neolitic, cultura Criș                           | Încarcă foto \| video | Raportează eroare |
| IS-I-s-A-03517 (RAN: 95756.01)       | Situl arheologic de la Aroneanu, punct din „Vatra satului”        | sat Aroneanu; comuna Aroneanu                   | „Vatra satului”, în jurul Bisericii „Sf. Nicolae - Aroneanu” și grădinile înconjurătoare        | sec. XVI – XVIII, Epoca medievală                | Încarcă foto \| video | Raportează eroare |
| IS-I-s-B-03518                       | Situl arheologic de la Avântu, punct „Prosia”                     | sat Avântu; comuna Românești                    | „Prosia”, la cca. 500 m S de sat, pe partea stângă a CFLețcani - Movileni                       |                                                  | Încarcă foto \| video | Raportează eroare |
| IS-I-s-B-03518.01                    | Așezare                                                           | sat Avântu; comuna Românești                    | „Prosia”, la cca. 500 m S de sat, pe partea stângă a CFLețcani - Movileni                       | Epoca medievală                                  | Încarcă foto \| video | Raportează eroare |
| IS-I-m-B-03518.02                    | Așezare                                                           | sat Avântu; comuna Românești                    | „Prosia”, la cca. 500 m S de sat, pe partea stângă a CFLețcani - Movileni                       | Epoca migrațiilor                                | Încarcă foto \| video | Raportează eroare |
| IS-I-m-B-03518.03                    | Așezare                                                           | sat Avântu; comuna Românești                    | „Prosia”, la cca. 500 m S de sat, pe partea stângă a CFLețcani - Movileni                       | sec. IV p.Chr, Epoca daco-romană                 | Încarcă foto \| video | Raportează eroare |
| IS-I-m-B-03518.04                    | Așezare                                                           | sat Avântu; comuna Românești                    | „Prosia”, la cca. 500 m S de sat, pe partea stângă a CFLețcani - Movileni                       | Hallstatt                                        | Încarcă foto \| video | Raportează eroare |
| IS-I-m-B-03518.05                    | Așezare                                                           | sat Avântu; comuna Românești                    | „Prosia”, la cca. 500 m S de sat, pe partea stângă a CFLețcani - Movileni                       | Epoca bronzului târziu, cultura Noua             | Încarcă foto \| video | Raportează eroare |
| IS-I-m-B-03518.06                    | Așezare                                                           | sat Avântu; comuna Românești                    | „Prosia”, la cca. 500 m S de sat, pe partea stângă a CFLețcani - Movileni                       | Neolitic, cultura Starčevo-Criș                  | Încarcă foto \| video | Raportează eroare |
| IS-II-m-B-04097                      | Gară - Șoldana                                                    | sat Andrieșeni; comuna Andrieșeni               |                                                                                                 | sf. sec. XIX                                     | Încarcă foto \| video | Raportează eroare |
| IS-II-m-A-04098 (RAN: 95756.02)      | Biserica „Sf. Nicolae”                                            | sat Aroneanu; comuna Aroneanu                   |                                                                                                 | 1594                                             | Alte imagini          | Raportează eroare |